# Hemilepistus zachvatkini
Hemilepistus zachvatkini is een pissebed uit de familie Trachelipodidae. De wetenschappelijke naam van de soort is voor het eerst geldig gepubliceerd in 1930 door Verhoeff.